# Thác Lệ Trinh
Thác Lệ Trinh là thác trên suối Nước Trinh xã Ba Chùa huyện Ba Tơ tỉnh Quảng Ngãi, Việt Nam 
Suối Lệ Trinh khởi nguồn từ núi Cao Muôn chảy đến vùng đất thôn Nước Trinh xã Ba Chùa. Nước nguồn từ núi cao đổ về tạo thành thác nước cao gần 12 m tung bọt trắng xóa quanh năm. Suối đổ vào sông Liêng gần nơi hợp lưu với sông Tô và cạnh thị trấn Ba Tơ 14°45′53″B 108°43′59″Đ / 14,764649°B 108,732968°Đ.
Thác ở cách cửa suối gần 3 km hướng tây bắc, là điểm tham quan du lịch tiềm năng.
Phía bắc Thác Lệ Trinh cỡ 15 km đường thẳng là Thác Trắng Minh Long 14°54′27″B 108°39′30″Đ / 14,907509°B 108,658361°Đ trên sông Phước Giang ở xã Thanh An huyện Minh Long.